# مقاطعة أوكلاهوما (أوكلاهوما)
مقاطعة أوكلاهوما (Oklahoma County) هي مقاطعة تقع في وسط ولاية أوكلاهوما الأمريكية. في عام 2003 بلغ عدد سكانها 668000. حاضرتها هي أوكلاهوما سيتي، عاصمة الولاية. تأسست المقاطعة عام 1890. مساحتها 1860 كم2 (718 ميل مربع)، منها 24 كم2 (9 أميال مربعة) تمثل المياه.

## أعلام
- دايل روبرتسون
- جاك كلاود